# Ръжена
Ръжена е село в Централна България. То се намира в община Казанлък, област Стара Загора.

## География
Село Ръжена се намира в полите на Средна гора. Селото е разположено в изключително красив район между Стара планина и Средна гора – богата на флора и фауна природа, с просторни полета, засадени в голямата си част с рози.
Намира се между селата Ягода (на изток) и Кънчево (на запад), и в близост до река Тунджа. Близки големи градове са Стара Загора (на 26 км) и Казанлък (на 15 км).

## Население
Численост
Численост на населението според преброяванията през годините:
| \| Година на преброяване \| Численост \| \| --------------------- \| --------- \| \| 1934 \| 1583 \| \| 1946 \| 1538 \| \| 1956 \| 1390 \| \| 1965 \| 1335 \| \| 1975 \| 1437 \| \| 1985 \| 1255 \| \| 1992 \| 1138 \| \| 2001 \| 1116 \| \| 2011 \| 1028 \| \| 2021 \| 963 \| |           |
| Година на преброяване | Численост |
| 1934 | 1583      |
| 1946 | 1538      |
| 1956 | 1390      |
| 1965 | 1335      |
| 1975 | 1437      |
| 1985 | 1255      |
| 1992 | 1138      |
| 2001 | 1116      |
| 2011 | 1028      |
| 2021 | 963       |

### Преброяване на населението през 2011 г.
Численост и дял на етническите групи според преброяването на населението през 2011 г.:
|                     | Численост | Дял (в %) |
| Общо                | 1028      | 100,00    |
| Българи             | 483       | 46,98     |
| Турци               | 340       | 33,07     |
| Цигани              | 129       | 12,54     |
| Други               | 51        | 4,96      |
| Не се самоопределят | 9         | 0,87      |
| Неотговорили        | 16        | 1,55      |

## Културни и природни забележителности
Страрото му име е Хамърсъз. Има джамия, която е била построена през 1530 г. и се е казвала (Мехмед ага джами).

## Редовни събития
Всяка година на Ивановден се чества празника на селото, гостуват известни музикални изпълнители с много настроение, танци и песни
Също така в селото има хор, съставен от възрастни хора, които изпълняват народни песни и стари градски песни. Има библиотека, където учениците на селото могат да намерят всичко.